# Orden de Enrique el León
La Orden de Enrique el León fue la Orden dinástica del Ducado de Brunswick. Fue instituida por el Duque Guillermo VIII de Brunswick el 25 de abril de 1834. La cinta de la Orden era roja con bordes amarillos. Tenía cinco grados: Gran Cruz, Comandante con Faja, Comandante, Caballero de 1ª Clase, Caballero de 2ª Clase, además de Medalla al Mérito por las Ciencias y las Artes, la Cruz al Mérito y Medalla de Honor.